# Akki Alur, Hangal
Akki Alur là một làng thuộc tehsil Hangal, huyện Haveri, bang Karnataka, Ấn Độ.